# Pečenko
Pečenko je priimek več znanih Slovencev:
- Andrej Pečenko (1958-2020), meteorolog
- Bojan Pečenko (*1956), odvetnik, specialist za gospodarsko, korporacijsko in finančno pravo, kot ključni strokovnjak je sodeloval tudi pri zakonodajnih in gospodarskih projektih
- Borut Pečenko (1930-1992), arhitekt, urbanist, dobitnik nagrade Prešernovega sklada za arhitekturo, univ. profesor, po njem je poimenovana predavalnica na Fakulteti za gradbeništvo in arhitekturo v Mariboru
- Dejan Pečenko (*1958), jazzovski pianist in skladatelj, nastopil je na številnih jazz koncertih doma in po svetu, izdal tudi samostojne albume, od leta 1989 profesor na Brucknerjevem konservatoriju v Linzu, od leta 2013 je tudi predavatelj na Konservatoriju Maribor.
- Janez Leopold Pečenko (*1869), duhovnik, poznejši kaplan v Kanalu ob Soči, umetnostno naravnan, mentor skladatelja Marija Kogoja v njegovih otroških letih
- Josip Pečenko (*1928-2011), tržaški šolski, politični, sindikalni in javni delavec, predsednik Delavskih zadrug in član Vsedržavne Kmečke zveze, socialist, borec za zaščito slovenske narodne manjšine in njenih pravic v Italiji po 2. svetovni vojni

Karel Pečenko (1874 -1952), veletrgovec z usnjem v Ljubljani v ulici Kralja Petra za časa Kraljevine SHS, ljubiteljsko se ukvarjal s fotografijo in bil eden izmed prvih članov svetovno znanega Fotokluba Ljubljana, ustanovljenega oktobra 1931
- Mara Pečenko (1874 -1952), primarij dr. medicine, ena izmed vodilnih strokovnjakov na področju zdravljenja bolnikov s kroničnim revmatizmom
- Nikolaj Pečenko, naravoslovni publicist, strokovnjak za zoološke vrtove in samostojni novinar, avtor najuspešnejšega slovenskega računalniškega priročnika in priročnikov za digitalno fotografijo in video
- Primož Pečenko (1947-2007), prevajalec in filozof, strokovnjak za budizem, pali
- Robert Pečenko, gradbenik
- Sandro (Santo) Pečenko  (*1929), pravnik po rodu iz Trsta, po 2. sv.vojni je v Ljubljani odprl odvetniško pisarno, njegova sinova Savo in Bojan sta tudi odvetnika, prav tako vnuk Matej Pečenko, ki nadaljuje družinsko tradicijo
- Silvan Pečenko (1893—1951), glasbeni pevec, rojen v Bovcu, po 1. sv. vojni se je v Ljubljani kot tenorist pridružil pevskemu zboru Glasbene matice. Leta 1925 je bil izvoljen za predsednika zbora Glasbene matice in jo vodil vse do svoje smrti
- Valentin Pečenko (*1962), režiser največjih slovenskih televizijskih projekov na temo fotografije in prve svetovne vojne, igrano-dokumentarne serije Fotografija na Slovenskem (2006) in dokumentarne serije Slovenci in 1. svetovna vojna 1914 – 1918 (2014)
- Vladimir Leo Pečenko (1910—1992), zdravnik internist